# Баэна, Сесар (лыжник)
Се́сар Аугу́сто Баэ́на Сьерраа́льта (исп. César Augusto Baena Sierraalta; род. 2 ноября 1986 года, Каракас) — венесуэльский лыжник. Участник трех чемпионатов мира по лыжным видам спорта Обладатель рекорда Гиннесса как человек, преодолевший наибольшее количество километров на лыжероллерах.

## Биография
Окончил среднюю школу и Коллегию Симона Боливара в Каракасе. На лыжи встал в девятнадцатилетнем возрасте в Германии. Он тренировался в Австрии, при спортивном университете Клагенфурта. Был волонтером на летних Олимпийских играх 2004 года в Афинах и зимних Олимпийских играх 2006 года в Турине. В настоящее время постоянно проживает в шведском городе Люсдаль
В 2009 году принял участие в чемпионате мира в чешском Либереце, а в сезоне 2009/2010 соревновался на Кубке Мира в спринтерских дисциплинах в Дюссельдорфе и Давосе. Но на Олимпийские игры в Ванкувер не попал.
В сезоне 2010/2011 году принял участие в Универсиаде в турецком Эрзуруме, а после в чемпионате мира по лыжным видам спорта в Осло, где его лучшим местом стало 25-е, в командном спринте вместе с младшим братом Бернардо.
В 2012 году представлял Венесуэлу на знаменитом шведском марафоне Васалоппет.
5 июля 2012 года Сесар установил рекорд Гиннесса, в самом длинном путешествии на лыжероллерах. Переход из Стокгольма, через Эстерсунд в Осло занял 57 дней и составил 2246 километров.
На предолимпийской неделе в Сочи участвовал в спринте, где занял 84 место. А после принял участие в третьем в карьере чемпионате мира.
В августе 2013 получил орден Франсиско Миранды из рук президента Венесуэлы Николаса Мадуро.
В конце 2013 года FIS отказала Баэне в праве выступать на Олимпиаде в Сочи, после чего Баэна принял решение обратиться за поддержкой к президенту России Путину в надежде получить специальное предложение.

## Статистика выступлений на чемпионатах мира
| Год  | Место проведения | Спринт | Ком. спринт | 15 км | Дуатлон | Марафон |
| ---- | ---------------- | ------ | ----------- | ----- | ------- | ------- |
| 2009 | Либерец          | 132    | —           | —     | Круг    | Круг    |
| 2011 | Осло             | 116    | 25          | 11    | Круг    | Круг    |
| 2013 | Валь-ди-Фьемме   | 126    | —           | —     | Круг    | Круг    |